# المؤسسة العامة للمحافظة على الشعب المرجانية والسلاحف في البحر الأحمر
المؤسسة العامة للمحافظة على الشعب المرجانية والسلاحف في البحر الأحمر هي مؤسسة حكومية سعودية، تأسست بقرار مجلس الوزراء بتاريخ 30 نوفمبر 2021.